# ん
ん en hiragana ou ン en katakana sont deux kanas, des caractères japonais. Ils occupent la dernière place de leur syllabaire respectif.

## Origine
L'hiragana ん et le katakana ン proviennent, via les man'yōgana, des kanjis 无 et 尓, respectivement.

## Prononciation
L'hiragana ん et le katakana ン possèdent plusieurs prononciations, mais notent dans l'ensemble une nasale. Ils ne peuvent se trouver qu'après une syllabe et ne commencent jamais un mot.
- En position finale, le ん se prononce [ɴ̩].
- Devant les bilabiales [p], [b], [ɸ], [m], le ん se prononce [m̩].
- Devant les dentales [t], [d], [s], [z], [n] et leurs allophones, les consonnes [h] (et allophones, sauf [ɸ]), [ɺ] et [j] le ん se prononce [n̩].
- Devant les vélaires [k], [g], le ん se prononce [ŋ̩].
- Après les voyelles [i], [u], [e], le ん se prononce d'après la consonne suivante.
- Après les voyelles [a], [o], la voyelle se nasalise et le ん se prononce d'après la consonne suivante.
- Il existe un cas où le ん peut exister seul, mais il s'agit alors plus d'une onomatopée : « ん ! » correspond à « hum ! ».

## Romanisation
Selon les systèmes de romanisation Hepburn, Kunrei et Nihon, ん et ン se romanisent en « n ».

## Tracé
Le hiragana ん s'écrit en un seul trait.

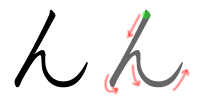
Ordre des traits pour ん.

1. Trait débutant diagonalement, puis rebroussant brièvement chemin diagonalement et changeant de direction deux fois pour former une sorte de tilde.

Le katakana ン s'écrit en deux traits.

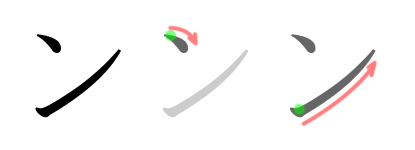
Ordre des traits pour ン.

1. Petit trait diagonal, de gauche à droite.
2. Trait diagonal, de droite à gauche, tracé de bas en haut.

La graphie de ン est très similaire à celle de ソ. Presque seul le sens de tracé du deuxième trait les distingue.

## Représentation informatique
- Unicode[1],[2] :
  - ん : U+3093
  - ン : U+30F3